# Бру-на-Бойн
Бру-на-Бойн (ирл. Brú na Bóinne, Бру на Бо́не) — комплекс из сорока могильных курганов в Ирландии, расположенный в долине реки Бойн, приблизительно в 40 км к северу от Дублина, графство Мит. Занимает территорию в 10 км².
Тридцать семь небольших курганных насыпей окружают три огромные гробницы — Ньюгрейндж, Даут и Наут. Их размеры исчисляются десятками метров в диаметре. Все они относятся к типу так называемых коридорных гробниц: в погребальную камеру, расположенную под насыпью, ведёт длинный узкий коридор, сооружённый из массивных каменных блоков. Возраст этих мегалитов составляет около 5 тыс. лет, то есть они на тысячу лет старше знаменитого Стоунхенджа и на пятьсот лет — египетских пирамид в Гизе.
Эти постройки считаются сегодня самыми большими и важными памятниками мегалитического искусства в Европе.
Они считались также самыми старыми в Ирландии. Однако, по результатам радиоуглеродных исследований, гробницы в Карроуморе значительно старше — 3800-4400 годы до н. э.

## История

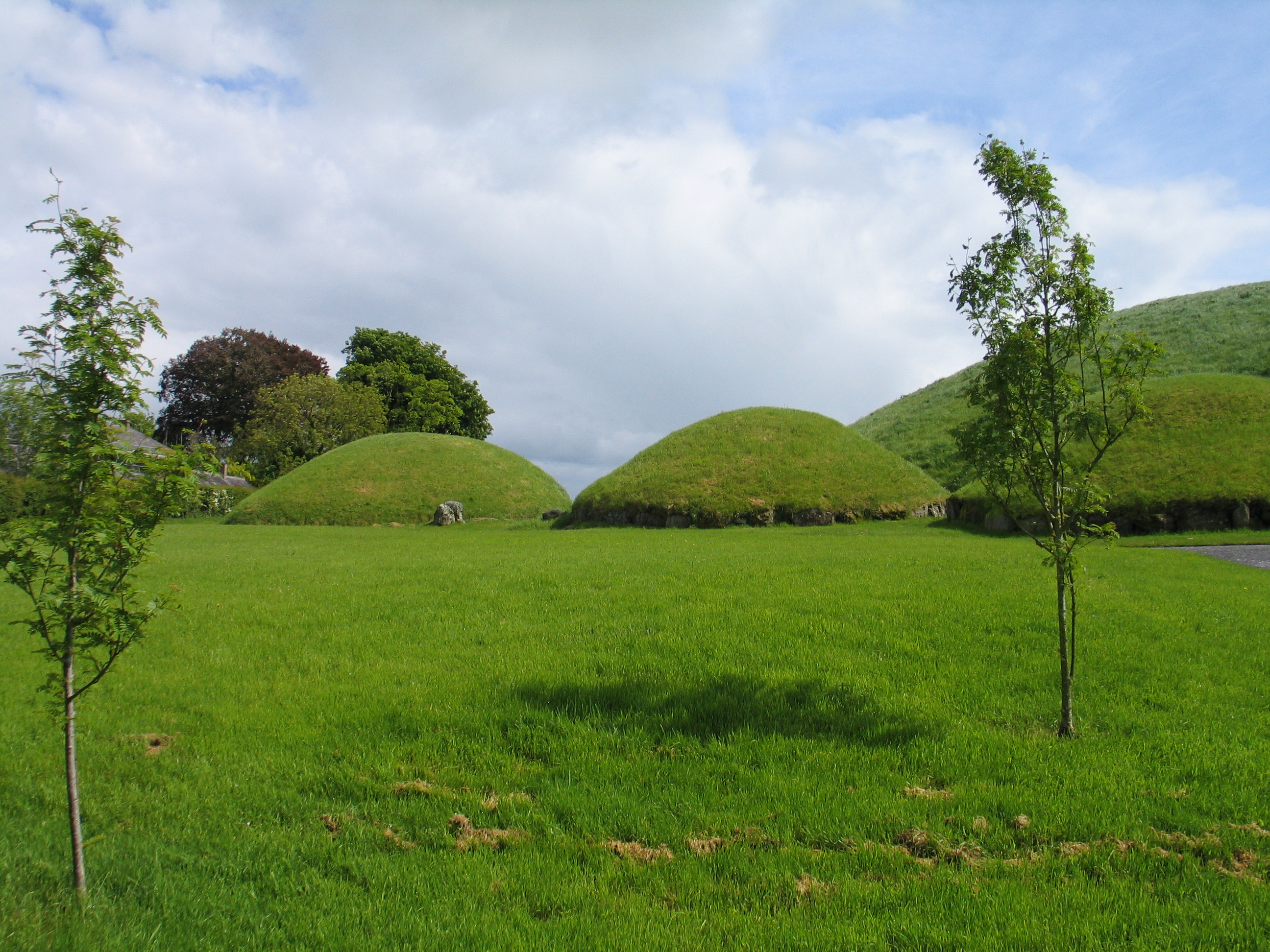
Группа курганов Бру-на-Бойн

Эти насыпи были сооружены в эпоху неолита, около 2750—2250-х годов до н. э. Исследователи подсчитали, что на сооружение каждой такой гробницы древним жителям долины Бойн потребовалось не менее пятидесяти лет.
В бронзовом веке носители культуры колоколовидных кубков, возможно, считали Бру-на-Бойн священным местом, где обитают древние духи чужого народа, с которыми лучше не ссориться. Впрочем, они тоже хоронили здесь своих мёртвых. Сегодня это захоронение является единственным известным погребением культуры кубков в Ирландии.
Когда спустя три тысячи лет после постройки гробниц в долину Бойн пришли кельты, Ньюгрейндж, Даут и Наут, вероятно, уже выглядели как огромные естественные холмы. И кельтские вожди избрали самый большой из них — Наут — в качестве места для строительства замка. Кельты окружили его двумя концентрическими рвами и валом, для чего им пришлось разрушить входы в гробницу. Они тоже оставили здесь свои погребения — всего их здесь известно тридцать пять.
К VIII—XII векам н. э. многие небольшие гробницы эпохи неолита уже исчезли без следа. Часть из них была пущена на строительный материал для новых построек. В этот период замок на вершине Наута перешёл во владение клана Уи Нейллов и стал столицей одного из 120 королевств Ирландии.
В эпоху раннего Средневековья люди боялись входить в таинственные коридоры гробниц Бру-на-Бойн. Они были убеждены, что эти коридоры ведут в подземный мир, туда, где обитает загадочный народ Туата де Дананн — мифическая раса сверхъестественных людей, ушедших под землю с приходом кельтов.
Норманны пришли в Ирландию из Англии в 1169 году, но только в 1175 году добрались до долины Бойн. Они перестроили замок на вершине Наута и превратили его в свой опорный пункт, но ненадолго. Укрепившись на территории Ирландии, они перевели свой гарнизон в более удобное место.
Долина Бойн опустела. Постепенно её освоили крестьяне, здесь появились фермы и хутора. Огромные холмы стали настолько привычной частью пейзажа, что уже никто не обращал на них внимания.
В 1699 году на холмы Бру-на-Бойн пришли рабочие, которым потребовался щебень для строительства дороги. К их удивлению, после нескольких ударов кирок из-под земли стали выступать фрагменты огромных древних сооружений.
Это открытие вызвало переполох среди учёных. Не было единого мнения и по поводу назначения построек. В XVIII столетии английский исследователь Чарлз Валланси определил одну из трёх «пирамид» Бру-на-Бойн — Ньюгрейндж — как «Пещеру Солнца».
Полномасштабные исследования Ньюгрейнджа были начаты в 1962 году археологической экспедицией под руководством профессора Майкла Дж. О’Келли.
В 1962 году профессор Джордж Йоган начал раскопки Наута и вёл их на протяжении 24 сезонов, причём за это время была исследована всего лишь треть памятника. Ныне находки в Науте составляют около 25 % всех известных памятников западноевропейского неолитического искусства.